# CL Smooth
CL Smooth, stylisé C.L. Smooth , de son vrai nom Corey Brent Penn, Sr., né le 8 octobre 1968 à Nouvelle-Rochelle, dans l'État de New York, est un rappeur et producteur américain, membre du duo Pete Rock & CL Smooth.

## Biographie
Après la séparation du duo en 1995, Pete Rock, dont la collaboration avec C.L. Smooth lui a valu d'être reconnu comme l'un des plus grands producteurs de hip-hop, se met à produire et remixer des morceaux pour les plus grands noms. Il a également sorti plusieurs albums solo et instrumentaux. C.L. Smooth, quant à lui, est resté musicalement inactif.
Le duo réussit à concilier ses différences juste assez longtemps pour enregistrer cinq morceaux isolés ces dix dernières années : Da Two, Back on da Block, Fly 'Til I Die, Appreciate et It's a Love Thing. Le projet d'une reformation du duo pour un nouvel album en 2004 n'aboutit finalement pas[réf. nécessaire].
Durant cette période, C.L. Smooth décline le plus souvent les invitations à apparaître sur les albums d'autre artistes, excepté pour quelques rares collaborations comme Only the Strong Survive avec DJ Krush en 1996, Magic Hour avec AZ (2004), Sky Is Falling avec Nujabes (2007), le remix de Mesmerize avec J. R. Writer, affilié à Dipset, ou encore Act of Faith avec Supafuh.
Le 31 octobre 2007, C.L. Smooth publie son premier album solo American Me,. Pour le promouvoir, Shaman Work publie fin avril 2006 Man on Fire, une mixtape promotionnelle mixée par J. Period, regroupant 36 minutes de freestyles et un remix du morceau Impossible. C.L. Smooth participe également à l'album The Return of the Magnificent de DJ Jazzy Jeff dans All I Know, morceau également utilisé dans le jeu vidéo NBA Live 08.
Fin octobre 2010, C.L. Smooth apparaît en compagnie de Pete Rock sur le Clean Energy Tour consistant en six shows à travers la Californie afin de mobiliser l'électorat dans la lutte contre le réchauffement climatique.

## Discographie

### Album studio
- 2006 : American Me

### En featuring
- 2011 : Act of Faith de Supafuh feat. CL Smooth (EP)

### Avec Pete Rock
- 1991 : All Souled Out (EP)
- 1992 : Mecca and the Soul Brother
- 1994 : The Main Ingredient
- 2003 : Good Life: The Best of Pete Rock & C.L. Smooth (compilation)

## Filmographie
- 1993 : Who's the Man? de Ted Demme